# 페냘롤렌
페냘롤렌(스페인어: Peñalolén)은 칠레 산티아고 수도주 산티아고 현의 코무나이다.